# Newman (film)
Pour les articles homonymes, voir Newman.
Pour plus de détails, voir Fiche technique et Distribution.
Newman (And You Thought Your Parents Were Weird) est une comédie de science-fiction américaine réalisée par Tony Cookson, sortie en 1991.

## Synopsis
Deux enfants, Joshua et Max, orphelins de père, construisent un robot, Newman, pourvu d'intelligence artificielle pour aider leur mère à toutes les tâches ménagères. Mais, lors d'une séance de spiritisme faite à l'occasion d'Halloween, l'esprit de leur défunt père prend possession du robot. Les garçons sont ravis du "retour" de leur père, mais il s'avère rapidement que des malfrats veulent s'emparer du robot…

## Fiche technique
- Titre : Newman
- Titre original : And You Thought Your Parents Were Weird
- Réalisation : Tony Cookson
- Scénario : Tony Cookson
- Production : Pernille Siesbye, Just Betzer, Benni Korzen, Mark Slater, Joan Borsten
- Musique : Randy Miller
- Photographie : Paul Elliott
- Montage : Michael D. Ornstein
- Direction artistique : Alexandra Kicenik
- Chef décorateur : Nancy Booth
- Costumes : Sanja Milkovic Hays
- Pays d'origine : États-Unis
- Langue : anglais
- Genre : comédie/science-fiction
- Durée : 92 minutes
- Dates de sortie : 
  - 15 novembre 1991  États-Unis

## Distribution
- Marcia Strassman : Sarah Carson
- Joshua John Miller : Joshua Carson
- Edan Gross : Max Carson
- John Quade : Walter Kotzwinkle
- Sam Behrens : Steve Franklin
- Alan Thicke : Matthew Carson / voix de Newman
- Susan Gibney : Alice Woods
- A.J. Langer : Beth Allen
- Robert Clotworthy : Mike Abbott
- Armin Shimerman : Juge du concours
- Allan Wasserman : Mel

## Distinctions

### Nominations
- Saturn Award 1992 : 
  - Meilleur jeune acteur (Joshua John Miller)
- Young Artist Award 1993 :
  - Meilleur jeune acteur (Joshua John Miller)
  - Meilleur jeune acteur dans un rôle secondaire (Edan Gross)
  - Meilleure jeune actrice dans un rôle secondaire (A.J. Langer)